# Puig d'en Gotes
El Puig d'en Gotes és una muntanya de 108 metres que es troba al municipi de Vall-llobrega, a la comarca catalana del Baix Empordà.